# Пол Карпентер Стендлі

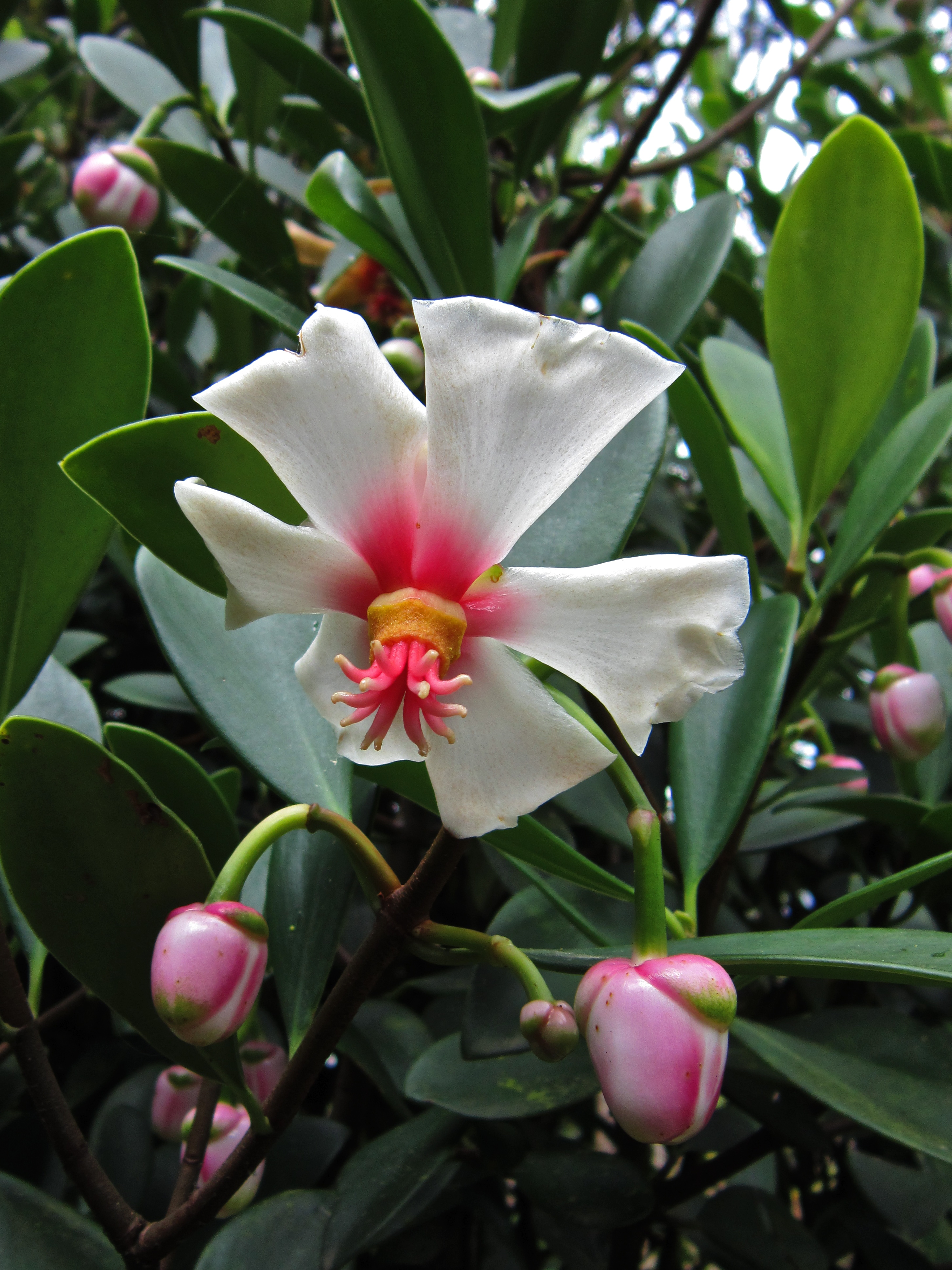
Clusia orthoneura, вперше описана Полом Карпентером Стендлі в 1940 році.

Пол Карпентер Стендлі (англ. Paul Carpenter Standley; 1884—1963) — американський ботанік, відомий своїми роботами з неотропічних рослин.

## Біографія
Стендлі народився 21 березня 1884 року в Авалоні, штат Міссурі. Він відвідував коледж Друрі у Спрінгфілді, штат Міссурі, і коледж штату Нью-Мехіко, де отримав ступінь бакалавра в 1907 році, і отримав ступінь магістра в коледжі Нью-Мехіко в 1908 році. Він залишався в коледжі Нью-Мехіко працюючи асистентом у 1908—1909 роках. Потім працював помічником куратора відділу рослин у Національному музеї Сполучених Штатів з 1909 по 1922 роки.
У травні 1927 року видав книгу «Флора острова Барро Колорадо, Панама»
Навесні 1928 року зайняв посаду в Музеї природної історії Філда в Чикаго, де пропрацював до 1950 року. Під час роботи в Музеї Філда він проводив польову роботу в Гватемалі між 1938 і 1941 роками. Після виходу на пенсію в 1950 році він переїхав до Панамериканської сільськогосподарської школи в Гондурасі, де працював у бібліотеці та гербарії та виконував польову роботу до 1956 року, коли він припинив займатися ботанічною роботою. У 1957 році він переїхав до Тегусігальпи (столиця Гондурасу), де й помер 2 червня 1963 року.
Він написав книги «Дерева та кущі Мексики», «Флора Гватемали» та «Флора Коста-Рики» .

## Вшанування
Його іменем названо три роди рослин; у 1932 році ботанік Александер Курт Брейд описав Standleya, який є родом квіткових рослин із Бразилії, що належить до родини маренових. Потім у 1971 році ботаніки RM King & H. Rob. назвав рід Standleyanthus, який є родом центральноамериканських рослин у трибі Eupatorieae родини айстрових. Нарешті у 1993 році ботанік Френк Альмеда окреслив рід Stanmarkia, який є родом квіткових рослин з Мексики та Гватемали, що належить до родини меластомових. Його також шанують у назві кількох видів, у тому числі Simira standleyi.